# Eriospermum aequilibre
Eriospermum aequilibre är en sparrisväxtart som beskrevs av Karl von Poellnitz. Eriospermum aequilibre ingår i släktet Eriospermum och familjen sparrisväxter. Inga underarter finns listade i Catalogue of Life.